# Coupe de France de futsal 2015-2016
Navigation
2014-2015 2016-2017
La Coupe de France de futsal 2015-2016 est la vingt-deuxième édition de la compétition et se déroule en France entre janvier et la finale jouée le 4 juin 2016.
De septembre 2015 à janvier 2016, chaque ligue régionale de football organise ses qualifications pour déterminer un certain nombre de représentants. Les équipes de Division 2 intègre la compétition lors de ces finales régionales. Celles-ci permettent de désigner les 52 équipes pouvant prendre part au 32e de finale en compagnie des équipes de Division 1.
La compétition est remportée par le Kremlin-Bicêtre United face à l'ASC Garges Djibson, qui perd une seconde finale consécutive. Le tenant du titre et recordman de victoire, le Sporting Paris, est éliminé au stade des quarts de finale. Sur le plan sportif, le tournoi confirme la domination des équipes d'Île-de-France avec une cinquième finale 100% francilienne sur les six dernières éditions et un septuple titre consécutif.

## Organisation
| Tour                              | Date                   | Participants       | Qualifiés          |
| Phase éliminatoire                | Phase éliminatoire     | Phase éliminatoire | Phase éliminatoire |
| --------------------------------- | ---------------------- | ------------------ | ------------------ |
| Tours locaux                      | sept. - déc. 2015      | -                  | -                  |
| Entrée des 20 clubs de Division 2 |                        |                    |                    |
| Finales régionales                | samedi 18 janvier 2016 | ?                  | 52                 |
| Entrée des 12 clubs de Division 1 |                        |                    |                    |
| 32e de finale                     | samedi 13 février      | 64                 | 32                 |
| Phase finale                      |                        |                    |                    |
| 16e de finale                     | samedi 5 mars          | 32                 | 16                 |
| 8e de finale                      | samedi 26 mars         | 16                 | 8                  |
| Quarts de finale                  | samedi 16 avril        | 8                  | 4                  |
| Demi-finales                      | samedi 14 mai          | 4                  | 2                  |
| Finale                            | samedi 4 juin          | 2                  | -                  |

## Résultats
| - D1 : club de Division 1 - D2 : club de Division 2 - R : club de championnat régional - d : club de championnat départemental |

### Trente-deuxièmes de finale
| Résultats des 32e de finales             | Résultats des 32e de finales | Résultats des 32e de finales |
| Domicile                                 | Score                        | Extérieur                    |
| ---------------------------------------- | ---------------------------- | ---------------------------- |
| Doullens CSA Epide (d)                   | 2 - 6                        | Paris ACASA (D2)             |
| Hoenheim SR (d)                          | 1 - 9                        | Garges Djibson (D1)          |
| La Ruche Deville Futsal (R)              | 5 - 8                        | Roubaix AFS (D2)             |
| Dombasle sur Meurthe FC (d)              | 3 - 10                       | Reims Metropole (R)          |
| Sin le noble ACG (R)                     | 3 - 4                        | Béthune Futsal (D2)          |
| Erstein AS (d)                           | 4 - 10                       | Douai Gayant (D1)            |
| Creutzwald SR (d)                        | 3 - 8                        | Roubaix FA (D2)              |
| Knutange Futsal (R)                      | 5 - 8                        | Teteghem Futsal (R)          |
| Lyon Footzik (D2)                        | 11 - 8                       | Clénay ASL (D2)              |
| Viry Eventis Futsal ou Drancy Futsal (R) | 2 - 6                        | Champs Futsal (R)            |
| Sporting Paris (D1)                      | 13 - 4                       | FC Picasso Échirolles (D1)   |
| USM Saran (D2)                           | 4-4 tab 4-3                  | Pfastatt Futsal (D2)         |
| Joigny US (d)                            | 6 - 9                        | Bavilliers AS (d)            |
| Evolve Futsal (R)                        | 8 - 3                        | Exincourt Taillecourt ES (R) |
| Gueugnon JS Futsal (d)                   | 11 - 1                       | Velaines AS (d)              |
| Kingersheim Futsal (R)                   | 4 - 0                        | AS Bagneux (D1)              |
| Lyon Amateur Futsal (R)                  | 5 - 4                        | Toulouse Lalande (R)         |
| Issole Futsal (R)                        | 1 - 4                        | Bastia Agglo Futsal (D1)     |
| Pont de Claix Futsal (R)                 | 6 - 2                        | AJAMS Port-de-Bouc (R)       |
| Venissieux FLL (d)                       | 3 - 8                        | Toulon TEF (D1)              |
| UJS Toulouse 31 (D2)                     | 3 - 0                        | Montpellier MF (D2)          |
| Clermont Flamengo (R)                    | 6 - 10                       | Bruguières SC (D1)           |
| Caluire FC (d)                           | 2 - 5                        | Plaisance All Stars (R)      |
| Furiani UJS (R)                          | 4 - 3                        | Beaucaire Futsal (D2)        |
| Mérignac Futsal (D2)                     | 4 - 1                        | Nantes Bela Futsal (D1)      |
| Le Mans Alc Hospital (d)                 | 3 - 12                       | Stade plabennécois (d)       |
| Nantes Franco Portugais AC (R)           | 2 - 15                       | SC Hérouville (R)            |
| Kremlin-Bicêtre Utd (D1)                 | 10 - 3                       | Nantes Erdre Futsal (D1)     |
| Angouleme Leroy CS (d)                   | 3 - 9                        | Châtaigneraie Futsal (D2)    |
| Rennes TA (R)                            | 3 - 6                        | Étoile lavalloise FC (D2)    |
| Neuilly FC 92 (R)                        | 7 - 2                        | Havre Futsal Jeunesse (R)    |
| ACCES FC (R)                             | 11 - 6                       | Nantes C'West Futsal (D2)    |

### Phase finale

#### Seizièmes de finale
| Domicile                  | Score   | Extérieur                 |
| ------------------------- | ------- | ------------------------- |
| Reims Métropole (R)       | 1 - 7   | FC béthunois (D1)         |
| Roubaix AFS (D2)          | 4 - 3   | Roubaix FA (D2)           |
| Champs Futsal (R)         | 2 - 9   | Douai Gayant (D1)         |
| Teteghem Futsal (R)       | 4 - 6ap | ACCES FC (R)              |
| Gueugnon JS (d)           | 5 - 7   | Garges Djibson (D1)       |
| Kingersheim Futsal (R)    | 4 - 0   | Lyon Footzik (D2)         |
| Bavilliers (d)            | 4 - 10  | Sporting Paris (D1)       |
| Evolve Futsal (R)         | 2 - 8   | Paris ACASA (D2)          |
| Pont de Claix Futsal (R)  | 5 - 3ap | Bruguières SC (D1)        |
| Toulouse Plaisance (R)    | 1 - 7   | Toulon TEF (D1)           |
| Lyon Futsal Amateur (R)   | 5 - 3   | Furiani JS (R)            |
| Bastia Agglo Futsal (D1)  | 8 - 2   | UJS Toulouse 31 (D2)      |
| Neuilly FC 92 (R)         | 4 - 5   | Étoile lavalloise FC (D2) |
| Stade plabennécois (d)    | 8 - 4ap | Mérignac Futsal (D2)      |
| SC Hérouville (R)         | 7 - 5   | USM Saran (D2)            |
| Châtaigneraie Futsal (D2) | 1 - 6   | Kremlin-Bicêtre Utd (D1)  |

#### Huitièmes de finale
Le tirage des 8es de finale de la Coupe Nationale Futsal est clément avec les clubs de D1, qui affrontent des équipes hiérarchiquement inférieures. Le « Petit-Poucet » de l'épreuve, le Stade plabennécois (niveau District) accueille Béthune Futsal (D1).
| Domicile                 | Score    | Extérieur                 |
| Groupe A                 | Groupe A | Groupe A                  |
| ------------------------ | -------- | ------------------------- |
| Kremlin-Bicêtre Utd (D1) | 9 - 2    | Roubaix AFS (D2)          |
| Stade plabennécois (d)   | 1 - 4    | FC béthunois (D1)         |
| SC Hérouville (R)        | 5 - 1    | Étoile lavalloise FC (D2) |
| ACCES FC (R)             | 4 - 12   | Garges Djibson (D1)       |
| Groupe B                 |          |                           |
| Kingersheim Futsal (R)   | 5 - 3    | Bastia Agglo Futsal (D1)  |
| Lyon Futsal Amateur (R)  | 5 - 8    | Toulon TEF (D1)           |
| Douai Gayant (D1)        | 3 - 7    | Paris ACASA (D2)          |
| Pont de Claix Futsal (R) | 2 - 9    | Sporting Paris (D1)       |

#### Quarts de finale
Au gymnase des Fillettes, Paris ACASA Futsal l'emporte 7 buts à 4 face à Toulon Tous Ensembles. De son côté, Garges Djibson Futsal s'impose 9-4 sur le parquet du FC Kingersheim. Hérouville Futsal prend le meilleur sur le Futsal C. Béthunois (4-3).
| Domicile                 | Score | Extérieur           |
| ------------------------ | ----- | ------------------- |
| Paris ACASA (D2)         | 7 - 4 | Toulon TEF (D1)     |
| Kremlin-Bicêtre Utd (D1) | 7 - 2 | Sporting Paris (D1) |
| Kingersheim Futsal (R)   | 4 - 9 | Garges Djibson (D1) |
| SC Hérouville (R)        | 4 - 3 | FC béthunois (D1)   |

#### Demi-finales
Le Kremlin-Bicêtre United et Garges Djibson Futsal valident leur billet pour la finale en dominant respectivement Paris ACASA (7-2) et Hérouville Futsal (8-6).
| Domicile                 | Score | Extérieur           |
| ------------------------ | ----- | ------------------- |
| Kremlin-Bicêtre Utd (D1) | 7 - 2 | Paris ACASA (D2)    |
| SC Hérouville (R)        | 6 - 8 | Garges Djibson (D1) |

#### Finale
Au gymnase Le Phare de Belfort, les joueurs du KB United l'emportent 6 buts à 5 contre Garges Djibson,.
| Titulaires :  |                     |  |
|               |                     |  |
| 16            | Gardien de but      |  |
| 2             | Sid Ahmed Belhaj    |  |
| 6             |                     |  |
| 18            |                     |  |
| 23            |                     |  |
|               |                     |  |
| Remplaçants : |                     |  |
|               |                     |  |
| 8             | Azdine Aigoun       |  |
| 10            | Abdessamad Mohammed |  |
| 11            |                     |  |
| 20            |                     |  |
|               |                     |  |
|               |                     |  |

| Titulaires :  |                |  |
|               |                |  |
| 12            | Gardien de but |  |
| 5             |                |  |
| 9             | Coulibaly      |  |
| 7             |                |  |
| 10            |                |  |
|               |                |  |
| Remplaçants : |                |  |
| 17            |                |  |
| 19            |                |  |
| 3             |                |  |
|               |                |  |
|               |                |  |
|               |                |  |
|               |                |  |

| Titulaires :  |                     |  |
|               |                     |  |
| 16            | Gardien de but      |  |
| 2             | Sid Ahmed Belhaj    |  |
| 6             |                     |  |
| 18            |                     |  |
| 23            |                     |  |
|               |                     |  |
| Remplaçants : |                     |  |
|               |                     |  |
| 8             | Azdine Aigoun       |  |
| 10            | Abdessamad Mohammed |  |
| 11            |                     |  |
| 20            |                     |  |
|               |                     |  |
|               |                     |  |

| Titulaires :  |                |  |
|               |                |  |
| 12            | Gardien de but |  |
| 5             |                |  |
| 9             | Coulibaly      |  |
| 7             |                |  |
| 10            |                |  |
|               |                |  |
| Remplaçants : |                |  |
| 17            |                |  |
| 19            |                |  |
| 3             |                |  |
|               |                |  |
|               |                |  |
|               |                |  |
|               |                |  |

## Synthèse

### Nombre d'équipes par division et par tour
| Divisions \ Manches | 32es de finale | 16es de finale | 8es de finale | Quarts de finale | Demi-finales  | Finale        | Vainqueur     |
| ------------------- | -------------- | -------------- | ------------- | ---------------- | ------------- | ------------- | ------------- |
| Division 1 (D1)     | 12             | 8              | 7             | 5                | 2             | 2             | 1             |
| Division 2 (D2)     | 14             | 9              | 3             | 1                | 1             | aucune équipe | aucune équipe |
| Régional (R)        | 24             | 12             | 5             | 2                | 1             | aucune équipe | aucune équipe |
| Départemental (d)   | 14             | 3              | 1             | aucune équipe    | aucune équipe | aucune équipe | aucune équipe |
| Total               | 64             | 32             | 16            | 8                | 4             | 2             | 1             |

### Parcours des clubs de D1 et D2
Les douze clubs de Division 1 entrent dans la compétition en 32es de finale. Les vingt équipes de D2 le font au tour précédent, les finales régionales.
| Clubs                           | Tour atteint     |
| ------------------------------- | ---------------- |
| Lyon Footzik                    | 16es de finale   |
| UJS Toulouse 31                 | 16es de finale   |
| Pessac Châtaigneraie Futsal     | 16es de finale   |
| Mérignac Futsal                 | 16es de finale   |
| Beaucaire Futsal                | 32es de finale   |
| ASL Clénay                      | 32es de finale   |
| Montpellier Méditerranée Futsal | 32es de finale   |
| Paris Saint-Ouen                | finale régionale |
| Montpellier Agglo Futsal        | finale régionale |
| Lyon Moulin à Vent              | finale régionale |

| Clubs                      | Tour atteint     |
| -------------------------- | ---------------- |
| Paris ACASA                | Demi-finale      |
| Roubaix AFS                | 8es de finale    |
| Étoile lavalloise FC       | 8es de finale    |
| Roubaix Futsal             | 16es de finale   |
| USM Saran                  | 16es de finale   |
| Pfastatt Futsal            | 32es de finale   |
| Nantes C'West              | 32es de finale   |
| AJM Faches-Thumesnil       | finale régionale |
| Sporting Strasbourg Futsal | finale régionale |
| Longwy Boys Futsal         | non-engagé       |

| Clubs                    | Tour atteint     |
| ------------------------ | ---------------- |
| Kremlin-Bicêtre United   | Vainqueur        |
| Garges Djibson ASC       | Finale           |
| Béthune Futsal Club      | Quarts-de-finale |
| Sporting Club de Paris T | Quarts-de-finale |
| Toulon TEF               | Quarts-de-finale |
| Bastia Agglo Futsal      | 8es de finale    |
| Douai Gayant Futsal      | 8es de finale    |
| Bruguières SC            | 16es de finale   |
| FC Picasso Échirolles    | 32es de finale   |
| Nantes Erdre Futsal      | 32es de finale   |
| AS Bagneux Futsal        | 32es de finale   |
| Nantes Bela Futsal       | 32es de finale   |

### Clubs nationaux éliminés par des clubs de niveau inférieurs
| Club national             | Adversaire               | Tour             |
| ------------------------- | ------------------------ | ---------------- |
| Toulon TEF (D1)           | Paris ACASA (D2)         | Quarts-de-finale |
| Douai Gayant (D1)         | Paris ACASA (D2)         | 8es de finale    |
| FC béthunois (D1)         | SC Hérouville (R)        | Quarts-de-finale |
| Étoile lavalloise FC (D2) | SC Hérouville (R)        | 8es de finale    |
| USM Saran (D2)            | SC Hérouville (R)        | 16es de finale   |
| Bastia Agglo Futsal (D1)  | Kingersheim Futsal (R)   | 8es de finale    |
| Lyon Footzik (D2)         | Kingersheim Futsal (R)   | 16es de finale   |
| AS Bagneux (D1)           | Kingersheim Futsal (R)   | 32es de finale   |
| Bruguières SC (D1)        | Pont de Claix Futsal (R) | 16es de finale   |
| Mérignac Futsal (D2)      | Stade plabennécois (d)   | 16es de finale   |
| Beaucaire Futsal (D2)     | Furiani UJS (R)          | 32es de finale   |
| Nantes Bela Futsal (D1)   | Mérignac Futsal (D2)     | 32es de finale   |
| Nantes C'West Futsal (D2) | ACCES FC (R)             | 32es de finale   |